# Anna, die Schule und der liebe Gott

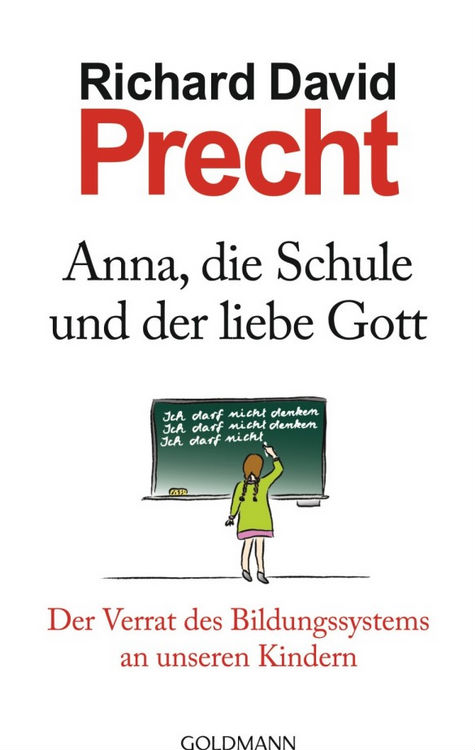
Buchcover

Anna, die Schule und der liebe Gott: Der Verrat des Bildungssystems an unseren Kindern ist ein im Jahr 2013 veröffentlichtes Sachbuch des deutschen Publizisten Richard David Precht. Darin fordert Precht eine „Bildungsrevolution“ für das deutsche Schulwesen, unter anderem mit einer Neufassung der Lehrerrolle und Lehrerausbildung sowie mit der gezielten Förderung intrinsischer Lernmotivation von Schülerinnen und Schülern unter Beseitigung des herkömmlichen Benotungssystems. In Verbindung mit der Individualisierung von Lehr- und Lernprozessen in jahrgangsübergreifenden Projekten und im Ganztagsschulbetrieb käme es im Sinne Prechts auch zur Abkehr vom Schema der fachspezifischen 45-Minuten-Unterrichtsstunde. Das Buch fand in den Medien eine überwiegend kritische Aufnahme.

## Stoffgliederung
An die als Vorgriff und Aufriss angelegte Einleitung unter der Überschrift Anna, die Schule und der liebe Gott schließen die beiden Hauptteile des Buches an.
Der erste Hauptteil unter dem Titel Die Bildungskatastrophe besteht aus fünf Unterkapiteln: 1. Was ist Bildung?; 2. Klassenkampf in der Schule; 3. PISA, G8 und andere Dummheiten; 4. Das Dilemma unserer Schulen; 5. Lehrer als Beruf.
Der zweite Hauptteil mit dem Titel Die Bildungsrevolution enthält sechs Unterkapitel: 1. Bildung im 21. Jahrhundert; 2. Wie geht das Lernen?; 3. Individualisiertes Lernen; 4. Jenseits von Fach und Note; 5. Bessere Schulen; 6. Bildung für alle!
In der Einleitung umreißt Precht unter anderem den Adressatenkreis seiner Programmschrift: Lehrer, die mit den gegenwärtigen Verhältnissen unzufrieden sind; Schüler, die für ihre künftigen Kinder auf neue, begeisternde Schulen hoffen; Eltern, die nach Argumenten zum Aufbegehren gegen die bestehende Schulpraxis suchen; und Bildungspolitiker, die vor der „größten Strukturveränderung unseres Bildungssystems seit den sechziger Jahren“ stehen. (S. 10 f.) Laut OECD-Studien habe Deutschland unterdessen „eines der schlechtesten Schul- und Bildungssysteme unter allen Industrienationen der Welt“. (S. 15) Ändere sich daran nichts, drohe fortschreitender Zerfall in ein Zwei-Klassen-System. „Wer es sich leisten kann, schickt sein Kind auf eine Privatschule. Und die öffentlichen Schulen verkommen zu Restschulen für Unterprivilegierte.“ (S. 17) Auch sei die herkömmliche staatliche Schule den Herausforderungen der künftigen Berufswelt nicht gewachsen, in der es Berufe „wie Reisekauffrau, Apotheker, Bibliothekarin, Schaffner, Steuerberater usw.“ im Fortgang der digitalen Revolution nicht mehr geben werde. (S. 18) Den hergebrachten, vermeintlichen Gegensatz zwischen arbeitsmarktgebundener und rein individueller Bildung hält Precht für nur scheinhaft und überwunden. (S. 20) Letztlich möchte er erreichen, dass man „in zwei oder drei Jahrzehnten“ ähnlich staunend auf das gegenwärtige Bildungssystem zurückblickt, „wie wir heute darüber staunen, dass Frauen bis zu Beginn des 20. Jahrhunderts in fast ganz Westeuropa kein Wahlrecht hatten oder noch Anfang der sechziger Jahre in Deutschland selbständig kein Konto eröffnen und ohne die Unterschrift ihres Mannes keinen Mietvertrag unterschreiben durften.“ (S. 22)

## Inhaltliche Akzente

### Inspirierende Bildungsreformer
Der eingehenden Darstellung des eigenen Zukunftsmodells stellt Precht die Reflexion früherer Bildungsreformansätze in Deutschland voran. Am Wirken Wilhelm von Humboldts hebt er hervor, dass er allen Menschen, unabhängig von ihrem Beruf und Stand, ein Bedürfnis und ein Recht auf Bildung zusprach, wobei die allgemeine Menschenbildung der Berufsbildung vorauszugehen habe. Denn Humboldts wichtigstes Ziel – laut Precht „neu, intelligent und modern“ – sei „Partizipation und Teilnahme an einer allgemeinen bürgerlichen Öffentlichkeit“ gewesen. (S. 33 f.) Die reformierte Gymnasialbildung sei nach Humboldts baldigem Rücktritt als Reformgestalter allerdings einer kleinen Oberschicht vorbehalten geblieben. Dabei habe Humboldts Schwerpunktsetzung bei den alten Sprachen Griechisch und Latein „fernab von der Lebenswirklichkeit preußischen Lebens“ für die Kinder von Bauern und Handwerkern besonders ausschließend gewirkt.
Einen weiteren inspirierenden Bildungsreformer sieht Precht in Georg Kerschensteiner mit seinem Motto: „Politische Bildung für alle!“ Nicht in erster Linie durch Wissen, sondern durch Tun sollte sich die Persönlichkeit des Kindes bei Kerschensteiner entfalten. „Die Kinder sollten kochen und werken lernen, gärtnern und experimentieren. Nur was praktisch beherrscht wird, ist gewusst und gekonnt“. Mehr als die Einführung der Berufsschule sei von diesem der Emanzipation von Arbeiterkindern förderlichen Ansatz aber nicht umgesetzt worden, beklagt Precht. (S. 42 f.)
Einen für den Urheber selbst überraschenden Erfolg hat laut Precht – nach Wilhelm von Humboldt zu Beginn des 19. Jahrhunderts und Kerschensteiner am Anfang des 20. Jahrhunderts – in den 1960er Jahren Georg Picht mit seinem Buch Die deutsche Bildungskatastrophe erzielt und damit eine „Bildungsrevolution“ ausgelöst. Picht verband seine Klagen über bevorstehenden Lehrermangel, überlebte Gymnasien und zu kleine Universitäten mit der Anprangerung einer fortbestehenden Klassenstruktur in Schulsystem und Bildungswesen. „Für Picht war es ein Skandal, dass das deutsche System aus Volksschule, Realschule und Gymnasium im zarten Kindesalter festlegte, was aus dem einen oder anderen später einmal werden konnte“. (S. 50 f.) Da nach allgemeiner Überzeugung auch wirtschaftliche Gründe für eine breite Höherqualifizierung nachwachsender Jahrgänge sprachen, kam es Ende der 1960er Jahre und in den 1970ern zu einer breit angelegten Expansion von Bildungsausgaben und Bildungseinrichtungen, für Precht mit dem Ergebnis, dass in dieser und der Folgezeit Kinder aus bildungsfernen Elternhäusern nirgends in Europa bessere Aufstiegschancen hatten als in Deutschland. (S. 53 f.)

### Die gegenwärtige Bildungsmisere
Seit Mitte der 1990er Jahre, so Precht, läuft die Entwicklung, möglichst jedem eine Bildungschance zu geben, wieder rückwärts. Unterdessen seien die Bildungschancen vieler wieder ähnlich ungleich verteilt wie zur Zeit des Bundeskanzlers Konrad Adenauer. „Man muss keine Studien aus dem Keller holen, um zu belegen, wie skandalös eng schulische Leistungen und soziale Herkunft in Deutschland zusammenhängen. Der Numerus clausus vererbt sich hierzulande genauso wie das Fünferzeugnis.“ (S. 56 f. und 78) Außerdem konstatiert Precht eine Tendenz zur Aushöhlung des öffentlichen Schulwesens, indem Gutverdienende ihre Kinder neuerdings vermehrt auf Privatschulen schickten. Das öffentliche Schulwesen werde „zum Ressort der Minderbemittelten und Minderbetuchten mit weiterem Leistungseinbruch“ – wie gegenwärtig bereits in den meisten öffentlichen Schulen der USA. (S. 77–79)
Als treibende Kraft hinter den Fehlentwicklungen sieht Precht von der Politik kurzsichtig übernommene Wirtschaftsinteressen, die dazu geführt hätten, dass das deutsche Bildungssystem seit den 1990er Jahren nach den „halb verstandenen und flüchtigen Bedürfnissen von Konzernen“ umgebaut worden sei. Auf die Erhaltung der ökonomischen Konkurrenzfähigkeit seien alle Maßnahmen zur Förderung der Exzellenz im Bildungssystem gerichtet, so auch der Bologna-Prozess, „in dem unsere Studenten verlernt haben, was es im guten Sinne heißt zu studieren.“ Gezielt werde vielmehr auf „clevere, hochgezüchtete Spezialisten mit einem ganzen Portfolio an Abschlüssen und Zertifikaten.“ (S. 86 f.)
Kritisch sieht Precht auch die „ganze multinationale Testindustrie“ unter anderem in Bezug auf die PISA-Studien. Messbar seien grundsätzlich nur Quantitäten, nicht aber Qualität. Folge man Kerschensteiner, demzufolge Bildung das ist, was übrig bleibt, wenn man alles Gelernte wieder vergessen hat, dann erweise sich Bildung als nicht messbar. (S. 88) „In jedem Fall aber speichern wir die Erinnerung nicht isoliert“, merkt Precht bei anderer Gelegenheit an, „sondern immer als Teil eines Zusammenhangs, der Spuren bei uns hinterlassen hat. Lais – Spur, Bahn oder Furche – ist die indogermanische Wurzel des Wortes ‚Lernen‘.“ (S. 200)
Die hohe Wertschätzung und Überschätzung der MINT-Fächer in der Bildungspolitik sei neben der beruflichen Verwertbarkeit auch darin begründet, dass sie für Leistungsmessungen besonders geeignet schienen. „Wie smart unsere Schüler sind, wie geschmeidig sie denken und kombinieren, wie sinnlich oder musisch sie die Welt erfassen, wie kreativ sie mit ihren Kenntnissen umgehen können, welche Transferleistungen sie erbringen und nicht zuletzt wie glücklich sie ihre zehn, zwölf oder dreizehn enorm prägenden Lebensjahre in der Schule verbringen – all das bleibt völlig außen vor.“ (S. 94 f.)
Für einen schwerwiegenden Fehler hält Precht zudem eine Verkürzung der Schulzeit um ein Jahr (Abitur nach der zwölften Jahrgangsstufe bzw. G8 für das achtjährige Gymnasium), womit wiederum Forderungen aus der Wirtschaft nach jüngeren Abiturienten erfüllt würden, die dann bis zur Altersrente entsprechend länger auch in die Sozialkassen einzahlten. Zu keinem Zeitpunkt habe man das Wohl der Kinder im Auge gehabt, zumal das Stoffpensum dabei nahezu das Gleiche bleibe. „Kinder, die heute eine Turboschule besuchen, haben während ihrer Gymnasialzeit 1200 Stunden mehr als die Kinder zuvor. 1200 Stunden, die noch vor wenigen Jahren Freizeit waren.“ (S. 99 f.)

### Die nötige Erneuerung des Lehrpersonals
Zwei Grundbedingungen muss jemand als Lehrer für Precht erfüllen, um als gut gelten zu können: Es muss sich um eine Person handeln, die Kinder liebt, und zweitens um eine, der man gern zuhört. Beides könne man nicht lernen. Es gehe um einen künstlerischen Beruf, der ein besonderes Talent voraussetze: begeistern, motivieren und befähigen zu können. „Gute Lehrer sind Artisten im Sozialen; sie sind Darstellungs- und Vermittlungskünstler. Und ein guter Unterricht ist ein Kunststück, das jeder Lehrer gemeinsam mit seinen Schülern versuchen sollte zu schaffen.“ (S. 140 f.) In der heutigen Lebensumwelt benötigten Lehrer ganz andere Fähigkeiten in der Unterrichtsgestaltung als in der Vergangenheit, damit Schüler ihnen überhaupt zuhörten und von ihnen etwas annähmen. Der Beamtenstatus gehöre aus dem System unbedingt entfernt, damit nicht zu viele Ungeeignete sich für diesen Beruf entschieden. (S. 142 f.)
Statt der herkömmlichen pädagogischen Fakultäten hält Precht Kunsthochschulen für passendere Einrichtungen der Lehrerausbildung. Der Aufnahme vorausgehen solle ein Casting (etwa auf Grundlage eines 30-minütigen Vortrags zu relevantem Schulstoff), das nur geeignete Personen zulässt. (S. 154 f.)
Die herkömmliche Lehrerausbildung erscheint Precht viel zu theorielastig. Didaktische Kniffe einzuüben und zu beherrschen, sei im Lehrerberuf zwar sinnvoll; doch stehe die „monströse Überfrachtung“ mit Theorie nicht in einem angemessenen Verhältnis zu deren Wert in der Praxis. Vielmehr müsse angehenden Lehrern künftig mehr Zeit gegeben werden, „sich in der psychologischen Situation des Klassenzimmers zu bewähren.“ Für die notwendige Weiterbildung etablierter Lehrkräfte, die auch dem Ausbrennen und den zahlreichen Frühpensionierungen vorbeugen soll, schlägt Precht turnusmäßig alle vier Jahre ein halbjähriges Sabbatical vor, während dessen die Freigestellten eigenen Fragen oder Forschungsinteressen nachgehen könnten, verbunden mit einer einzigen Auflage, „in dieser Zeit eine andere Bildungseinrichtung als die eigene zu besuchen und kennenzulernen“ (S. 153 und 161).

### Zeitgemäße Lernangebote
Da fachspezifisches Detailwissen mittels Internet abrufbar zur Verfügung steht, ist Lernstoffspeicherung im Gedächtnis für Precht weitgehend verzichtbar. Vielmehr müsse die Intelligenz darauf verwendet werden, „zwischen den Zeilen eines Textes lesen zu können, einen Kontext zu bewerten oder Meinungen von Sachinformationen zu unterscheiden.“ Das Verfügungswissen der Welt erscheine per Mausklick. „Einen Sinn, eine Klangfarbe, eine Bedeutung und eine Tiefe aber erhält es erst durch unser Orientierungswissen – die wahre Bildung des 21. Jahrhunderts.“ (S. 180) Zudem verweist Precht auf die abnehmende Halbwertzeit verlässlichen Wissens in der heutigen Wissensgesellschaft. Das zwinge dazu, „ein Leben lang lernen zu können und zu müssen.“ Die Motivation, dauerhaft gern zu lernen, müsse jedoch bereits in der Schule vermittelt werden. (S. 187)
Die Lernforschung zeige, dass körperliche Bewegung das Lernen begünstige, indem die synaptischen Verknüpfungen im Gehirn angeregt würden. „Die Idee, dreißig Kinder über mehrere Stunden bei minimalen Pausen auf Stühlen in Sitzbänken zu verstauen, ist jedenfalls definitiv nicht mehr zeitgemäß und nicht ‚kindgerecht‘.“ (S. 207) Auch das herkömmliche Benotungssystem lehnt Precht als schädlich für die intrinsische und damit für die dauerhafte Lernmotivation ab: „Ein Schulsystem, das seine Schüler mit der Aussicht auf Zensuren belohnt (oder bestraft), entwertet die Lust am Lernen zu einem Mittel zum Zweck.“ (S. 213)
Damit individualisiertes Lernen im Normalbetrieb nicht nur hehres Ziel und leere Phrase bleibe, setzt Precht auf eine grundlegende Neustrukturierung von Unterrichtsangeboten und Lernorganisation. Wichtige Anregungen dafür bieten ihm Elemente des Winnetka-Plans von Carleton Washburne. Das Unterrichtsarrangement ist so gestaltet, dass jedes Kind seinen persönlichen Voraussetzungen und seinem Lerntempo gemäß dabei unterstützt wird, bestimmte Lernziel-Mindeststandards im Laufe seines Bildungsgangs zu erreichen – ohne Noten- und Versetzungsdruck. „Für die starken Schüler ergibt sich dabei die Chance, über das Minimum weit hinauszugehen ins nahezu Unbegrenzte und so viel mehr zu lernen als in jedem Klassenunterricht.“ (S. 233) Eine Lehrerüberforderung in einem solchen Rahmen sei dadurch zu vermeiden, dass nicht ein einzelner Lehrer vor den individuell lernenden Schülern stehe, sondern ein Coaching-Team ansprechbar sei. Zwar würden auch in einer solchen Schule Ziele definiert und Ehrgeiz belohnt. „Aber nicht das Gegeneinander zählt, wie im konventionellen Schulmodell, sondern das Miteinander in wechselseitiger Hilfe – also genau jene Qualitäten von Teamfähigkeit und Teamgeist, auf die es im 21. Jahrhundert ankommt.“ (S. 224–234)
In der als Regelbetrieb vorausgesetzten Ganztagsschule steht der Vormittag für Precht im Zeichen des individualisierten Lernens unter gewichtiger Einbeziehung von digitalen Medien und Lernsoftware (S. 239), während danach an Projekten gearbeitet und gelernt wird, die auch soziales Lernen fördern. „Nicht-kognitive Fähigkeiten wie Hilfsbereitschaft, Verlässlichkeit, Fairness und Teamgeist lassen sich nicht in der Theorie lernen, sondern nur in körperlicher Praxis. Man muss sich treffen, sich organisieren, gemeinsam etwas auf die Beine stellen, zusammen musizieren, malen, werkeln, tanzen, kochen oder Theater spielen – und das nicht nur als Zusatzangebot, sondern als integraler Bestandteil des Unterrichts.“ (S. 249)

### Bausteine einer Bildungsrevolution
Es genügt Precht angesichts der gegenwärtigen Zustände im deutschen Bildungssystem und mit Blick auf die künftigen Herausforderungen nicht, seine Vorstellungen unter Begriffe wie Bildungsreform oder Bildungstransformation einzuordnen. „Ohne Leidenschaft, Emotion und mitunter auch ohne die eine oder andere Zuspitzung wird es nicht gehen, wenn es tatsächlich zu strukturellen Veränderungen kommen soll.“ Für das, was im Bildungswesen ansteht, sieht er Parallelen in der sexuellen Revolution der 1960er Jahre und in der gegenwärtigen digitalen Revolution. (S. 327)
Zu den auch in der medialen Öffentlichkeit als radikal wahrgenommenen Vorschlägen Prechts gehört das „Abenteuerprojektjahr“, das er anstelle regulären Unterrichts im achten Schuljahr ansetzt. Zur Begründung schreibt Precht unter anderem: „Jeder Lehrer, der Kinder im entsprechenden Alter etwas beibringen will, kennt das Problem von abwesenden Anwesenden, mangelnder Konzentrationsfähigkeit, sprunghaftem Verhalten, Aggressionen oder offen zur Schau gestellter Lustlosigkeit. Doch was kann man dagegen tun? Da man die Pubertät nicht abschaffen kann, gibt es im Grunde nur eine Lösung: Man muss den Rahmen und die Bedingungen des Unterrichts ändern.“ Als Vordenker diesbezüglich nennt Precht die Reformpädagogen zu Anfang des 20. Jahrhunderts sowie Hartmut von Hentig. An erlebnispädagogischen Projekten erwähnt Precht neben schon bekannten Schulschiff-Reisen auch weniger spektakuläre: einen Film drehen, ein Theaterstück einstudieren, einen Stadtteil erkunden, eine Stadt in all ihren Funktionen, Ämtern, Behörden usw. nachstellen, Fahrzeuge zusammenbauen, ein Stück Wald bewirtschaften. Zwei oder drei Projekte sollten die Jugendlichen in ihrem achten Schuljahr auswählen. „Das Abenteuerjahr ist dann ein ganz großes Schwungholen für die Motivation in der neunten und zehnten Klasse.“ (S. 304–307)
Zehn Prinzipien benennt Precht zusammenfassend für einen ganzheitlichen Umbau hin zu einem zeitgemäßen neuen Schulsystem (S. 288–295):
1. Vorrangig zu fördern ist die intrinsische Motivation des Kindes.
2. Ermöglicht und unterstützt werden soll individuelles Lernen entsprechend dem je eigenen Talent und Lerntempo.
3. Nicht bloßen Lernstoff, sondern das Verstehen von Sinn und Sinnlichkeit der Dinge und der Zusammenhänge dieser Welt gilt es zu vermitteln, vornehmlich in Projekten.
4. Die Bindung des Individuums in der Gemeinschaft soll als wichtiger Lernfaktor berücksichtigt werden.
5. Die Organisation des Schulbetriebs soll eine Beziehungs- und Verantwortungskultur begünstigen, etwa durch Untergliederung des Betriebs in verschiedene „Lernhäuser“.
6. Werte und Wertschätzung für das eigene Lernumfeld sind unter anderem mit Ritualen zu fördern.
7. Eine lernfreundliche Schularchitektur mit einem Campus als Mittelpunkt kann und soll zu einem positiven Schul- und Lernklima beitragen.
8. Die Konzentrationsfähigkeit ist die ganze Schulzeit hindurch zu trainieren und zu pflegen.
9. Eine persönliche Bewertung mit Hilfe eines auf die Individualität des Kindes bezogenen Monitorings soll das herkömmliche Ziffernsystem ersetzen.
10. Die Ganztagsschule ermöglicht Bildungsgerechtigkeit, indem alles für die Schule relevante Lernen in der Schule stattfindet (und nicht auch bei Hausaufgaben oder im außerschulischen Nachhilfeunterricht).[7]

## Rezensionen
Peter Praschl bezeichnete das Buch in der Welt als „sinnlos, überflüssig, ein 352 Seiten langes Ärgernis“. Zwar stimme Prechts Diagnose, doch sei nichts an ihr originell. „Das Verrückteste aber ist: So wie man Prechts Diagnosen längst kennt, weiß man auch seit Langem, wie man den Schulen helfen könnte. […] Keine der Kuren, die Precht vorschlägt, ist exotisch, gewaltsam, naiv, unerprobt, von politischen Engstirnigkeiten befeuert (es sei denn, man hielte die demokratische Überzeugung für anstößig, dass alle Kinder, auch die armer, zugewanderter, überforderter oder desinteressierter Eltern, gute Bildung verdient haben).“ Dennoch sei Prechts Verbesserungsliste „widerlich“. Dem Leser werde suggeriert, „man könne tatsächlich ernsthaft darüber nachdenken, wie man das deutsche Schulwesen kuriert. Doch in Deutschland werden die Schulen bleiben, wie sie sind. Es wird die Bildungsrevolution nicht geben, die Precht fordert, nicht einmal den Hauch einer Ahnung einer Reform.“
Katja Weise fällte im NDR dagegen ein positives Urteil. Die „ideale Schule“, wie Precht sie skizziere, mache Spaß und erinnere in mancherlei Hinsicht an das Harry-Potter-Zauberinternat Hogwarts. Precht provoziere und begeistere mit einer großteils in ihren Facetten gar nicht so neuen Idee. „Aber: Er bündelt Ansätze und bringt auf unterhaltsame Weise frischen Wind in eine festgefahrene Debatte. Viele werden sich daran abarbeiten, seine Ideen kleinreden, für utopisch oder vielleicht sogar dämlich halten, doch der Blick durch die Fenster, die er aufstößt, lohnt.“
Gerrit Bartels spricht in seiner Rezension für Kulturradio „bei allem populären Furor“ von einem bedenkenswerten Buch. Es sei im ersten Teil „eine Art Untergangsszenario – und Precht ist ein gewiefter Sachbuchautor, der zuspitzt, der polemisiert, der sich genau die Zahlen und die Reformpädagogen und Schul- und Bildungskritiker sucht und findet, die er für seine Katastrophenbeschreibung braucht.“ Viele der Vorschläge klängen plausibel, seien schon angedacht und vereinzelt umgesetzt worden. „Manches davon ist tatsächlich utopisch bis absurd, wie etwa die Einführung eines 8. Schuljahrs, eines ‚Abenteuerprojektjahrs‘, weil pubertierende Kinder eher weniger schul- und aufnahmefähig sind.“ Doch habe die geforderte Radikalität, mit der unser gegenwärtiges Schulsystem umgebaut werden sollte, etwas Sympathisches. Wenn Hamburgs Bildungssenator Ties Rabe von Prechts „verheerenden Botschaften“ spreche, sei dies „übertrieben alarmistisch“; die von Rabe unterstellten „Heilsversprechen für alle Bildungsprobleme“ habe Precht gar nicht gemacht. „Es muss nicht immer alles beim alten Schlechten bleiben“, schlussfolgert Bartels.
Aus der Sicht von Nina May in der Oberhessischen Presse liest sich das Buch eher wie die „realitätsferne Vision eines selbsternannten Heilsbringers, der mit Modebegriffen und Medienhype Altbekanntes als Sensation verkauft“. Zwar klängen Prechts Argumente gut, ließen sich jedoch „leicht in Frage stellen“. Auch seien seine Verbesserungsvorschläge für eine „Schule der Zukunft“ nicht wirklich revolutionär.
Jürgen Kaube attestiert Precht in der FAZ eine „durchgängige intellektuelle Schlampigkeit“. Er stelle durchaus „richtige Beobachtungen“ an, die jedoch nur Bekanntes wiederholten: „Dass die Lehrpläne zu vollgestopft sind, dass zu viel „teaching to the test“ betrieben wird, dass die Noteninflation die Zertifikate uninformativ macht, dass es zu viel nutzlose Didaktiken gibt und die Lehrerbildung im Argen liegt – alles längst festgestellt, Precht sagt es noch einmal. Und begräbt es vollmundig unter bloßen Behauptungen. Was etwa folgt daraus, dass die Zukunft unbekannt ist? Für Precht, dass man die Schulfächer zugunsten von „Projekten“ aufgibt.“ Das meiste, worauf Precht sich berufe, kenne dieser „mehr vom Hörensagen“. So behaupte er, Humboldts Schule habe keiner Prüfungen bedurft, weil man die Persönlichkeit eben auch nicht prüfen könne. Tatsächlich sei Wilhelm von Humboldt jedoch ein „wahrer Prüfungsenthusiast“ gewesen, da durch diese soziale Ungleichheiten gemindert würden.
Regina Mönch besprach in der FAZ Prechts Ideenpräsentation zur schulischen Bildung am 5. Mai 2013 bei Günther Jauch. Es sei Precht nicht gelungen, Unschärfen klarzustellen; so habe er von Kreativität geschwärmt, doch sei schwammig geblieben, was er damit meine. „Zu erkennen ist jedoch, dass Richard David Precht nicht allzu viel weiß über die heutige Schule und ihre Schüler, wahrscheinlich nicht mal viel über frühere Bildungssysteme.“
Ausführlich referiert Franz-Jürgen Blumenberg Prechts Buch. Er bescheinigt dem Verfasser, Schule und Schulentwicklung „sehr kenntnis- und faktenreich“ zu behandeln. Es verwundere, wie schnell manche Kritiker mit Precht fertig seien; doch gelte wohl auch hier Mark Twains Wort: „Menschen mit einer neuen Idee gelten solange als Spinner, bis sich die Sache durchgesetzt hat.“ Blumenberg sieht ein großes Verdienst Prechts darin, dass er die unendliche Diskussion „um wissenschaftlich harte Grundlagen des Unterrichtens und der Lehrerausbildung und deren entsprechende Theoretisierung“ dergestalt abkürze, dass der Lehrer hauptsächlich ein „Darstellungs- und Vermittlungskünstler“ sein müsse. Insbesondere schwierigen Kinder aus einer harten sozialen Realität gelte es zu begeistern. Precht drehe ein „großes gesellschaftliches Rad“ mit Leidenschaft und erfahre dabei gewiss nicht nur Zustimmung. „Bei grundsätzlichen Inhalten und Themen lässt es sich oft nicht vermeiden, zu verallgemeinern, zu pauschalisieren oder zuzuspitzen und Precht nimmt in Kauf, dass er damit einen Teil seiner Leser provozieren und verärgern dürfte und manche auch zu Unrecht trifft.“ Er schieße „in einzelnen Formulierungen“ über das Ziel hinaus, wenn er Politiker oder Schulvertreter pauschal in Gesamthaftung für den Zustand des Schulsystems nehme und ihnen Absicht unterstelle. Das mindere aber nicht den Wert „seiner wichtigen allgemeinen und konkreten Anregungen aus einer scharfen Adlerschau auf Schule und Gesellschaft.“ Das sehr gut lesbare und allgemein verständlich geschriebene Buch bereite mit gelungenen Formulierungen viel Spaß beim Lesen.
Ebenfalls positiv beurteilt Uwe Wittstock das Werk im Focus Spezial „Die besten Bücher 2013“. Prechts Buch sei ein „glänzend sortiertes Arsenal von Argumenten für den radikalen Umbau unserer Pädagogik“. Precht zeige auf, dass unsere Vorstellungen von Schule immer noch aus dem 19. Jahrhundert stammen.

## Ausgaben
- Anna, die Schule und der liebe Gott: Der Verrat des Bildungssystems an unseren Kindern. Goldmann Verlag (2013). ISBN 3-8445-0983-6